# Woogsviertel
Das Woogsviertel bezeichnet einen Statistischen Bezirk im östlichen Darmstadt.
In der Gründerzeit begann die Bebauung des Woogsviertels; es gehört somit zu den alten Wohngebieten der Stadt Darmstadt.
Im Ersten Weltkrieg verursachte ein Luftangriff relativ geringe Schäden im Quartier.
Bei Luftangriffen im Zweiten Weltkrieg wurde das Woogsvietel weitgehend zerstört.
Nach dem Krieg wurde das Quartier wiederaufgebaut.
Es dokumentiert anschaulich den Wohnungsbaustil der Nachkriegsmoderne.

## Infrastruktur und Sehenswürdigkeiten
- Altes Finanzamt
- Botanischer Garten Darmstadt
- Darmstädter Papiertheatersammlung
- Gemeindezentrum Südost
- Großer Woog
- Jugendstilbad
- Rudolf-Mueller-Anlage
- Campus Botanischer Garten der TU Darmstadt

## Regelmäßige Veranstaltungen
- September: Woogsfest[3]